# Concepción Felix
Conception Felix Rodriguez, född 1884, död 1967, var en filippinsk feminist. Hon grundade Asociación Feminista Filipina 1905.